# Norio Takahashi
Norio Takahashi (高橋 範夫 Takahashi Norio?), född 15 mars 1971 i Chiba prefektur, är en japansk före detta fotbollsspelare.
Takahashi började sin karriär 1991 i Nissan Motors. Efter Nissan Motors spelade han för Urawa Reds, Vegalta Sendai, Sagan Tosu, Unión San Felipe, Tokushima Vortis och Albirex Niigata Singapore. Han avslutade karriären 2008.